# Comté de Lake (Montana)
Pour les articles homonymes, voir Comté de Lake.
Le comté de Lake est un des 56 comtés de l’État du Montana, aux États-Unis. En 2010, la population était de 28 746 habitants. Son siège est Polson. Le comté a été fondé en 1923.

## Géolocalisation
|                  | Comté de Flathead |  |
| Comté de Sanders | Comté de Lake     |  |
|                  | Comté de Missoula |  |

## Principales villes
- Polson
- Ronan
- Saint Ignatius